# Syneora emmelodes
Syneora emmelodes là một loài bướm đêm trong họ Geometridae.